# Royal Rumble (2007)
Royal Rumble (2007) — двадцатое в истории рестлинг-шоу Royal Rumble, организованное World Wrestling Entertainment (WWE). Оно состоялось 28 января 2007 года в Сан-Антонио, Техас в «AT&T-центре».
Эта «Королевская битва» стала первой, в которой приняли участие рестлеры ECW. Победитель матча смог выбирать за какой титул он будет биться на WrestleMania 23 — между титулом чемпиона мира ECW, титулом чемпиона WWE и титулом чемпиона мира в тяжёлом весе. Главным событием стал матч «Королевская битва» 2007 года, в котором участвовали рестлеры всех трех брендов. Гробовщик, тридцатый участник со SmackDown!, победил в матче, в конце выбросил Шона Майклза, двадцать третьего участника с Raw.

## Результаты
| №               | Матч                                                                                  | Тип матча                                               | Время |
| --------------- | ------------------------------------------------------------------------------------- | ------------------------------------------------------- | ----- |
| 1Т              | Джей Ти Джи победил Лэнса Кейда                                                       | Матч один на один                                       | -     |
| 2               | «Братья Харди» (Мэтт и Джефф) победили MNM (Джонни Найтро и Джои Меркьюри, с Мелиной) | Командный матч                                          | 15:27 |
| 4               | Бобби Лэшли победил Теста                                                             | Матч один на один за титул чемпиона мира ECW            | 7:11  |
| 5               | Батиста победил Мистера Кеннеди                                                       | Матч один на один за титул чемпиона мира в тяжёлом весе | 10:30 |
| 6               | Джон Сина победил Умагу (с Армандо Алехандро Эстрадой)                                | Матч «Последний живой» за титул чемпиона WWE            | 23:09 |
| 9               | Гробовщик выиграл «Королевскую битву»                                                 | Матч «Королевская битва» 30-ти рестлеров                | 56:20 |
| H — тёмный матч |                                                                                       |                                                         |       |

### Матч «Королевская битва»
Красным ██ обозначены рестлеры с RAW, синим ██ обозначены рестлеры со SmackDown!, серым ██ обозначены рестлеры с ECW. Рестлеры выходили каждые 90 секунд.
| Рестлер | Рестлер                 | Кем выбит | Кем выбит                                                                                                 | Время |
| ------- | ----------------------- | --------- | --- | ----- |
| 1       | Рик Флэр                | 1         | Кенни Дайкстрой                                                                                           | 5:39  |
| 2       | Финли                   | 12        | Шоном Майклзом                                                                                            | 32:31 |
| 3       | Кенни Дайкстра          | 2         | Эджем | 4:05  |
| 4       | Мэтт Харди              | 9         | Рэнди Ортоном                                                                                             | 18:54 |
| 5       | Эдж                     | 28        | Шоном Майклзом                                                                                            | 44:02 |
| 6       | Томми Дример            | 3         | Каином | 6:42  |
| 7       | Сабу                    | 4         | Каином | 5:28  |
| 8       | Грегори Хелмс           | 5         | Королём Букером                                                                                           | 6:50  |
| 9       | Шелтон Бенджамин        | 14        | Шоном Майклзом                                                                                            | 22:21 |
| 10      | Каин                    | 11        | Королём Букером (нелегально, после того как Каин выбил самого Короля)                                     | 13:20 |
| 11      | Си Эм Панк              | 22        | Великим Кали                                                                                              | 27:15 |
| 12      | Король Букер            | 10        | Каином | 9:22  |
| 13      | Супер Крэйзи            | 7         | Эджем и Рэнди Ортоном                                                                                     | 4:32  |
| 14      | Джефф Харди             | 8         | Эджем и Рэнди Ортоном                                                                                     | 3:38  |
| 15      | Сэндмен                 | 6         | Королём Букером                                                                                           | 0:14  |
| 16      | Рэнди Ортон             | 27        | Шоном Майклзом                                                                                            | 27:13 |
| 17      | Крис Бенуа              | 19        | Великим Кали                                                                                              | 17:52 |
| 18      | Роб Ван Дам             | 21        | Великим Кали                                                                                              | 16:26 |
| 19      | Висцера                 | 13        | Эджем, Рэнди Ортоном, СМ Панком, РВД, Крисом Бенуа, Найтро, Бенджамином, Хардкором Холли и Кевином Торном | 6:19  |
| 20      | Джонни Найтро           | 15        | Крисом Бенуа                                                                                              | 6:18  |
| 21      | Кевин Торн              | 16        | Крисом Бенуа                                                                                              | 6:15  |
| 22      | Хардкор Холли           | 18        | Великим Кали                                                                                              | 10:21 |
| 23      | Шон Майклз              | 29        | Гробовщиком                                                                                               | 24:10 |
| 24      | Крис Мастерс            | 17        | Робом Ван Дамом                                                                                           | 3:32  |
| 25      | Чаво Герреро            | 24        | Великим Кали                                                                                              | 6:23  |
| 26      | Монтел Вонтевиус Портер | 26        | Гробовщиком                                                                                               | 7:32  |
| 27      | Карлито                 | 23        | Великим Кали                                                                                              | 3:19  |
| 28      | Великий Кали            | 25        | Гробовщиком                                                                                               | 3:45  |
| 29      | Миз                     | 20        | Великим Кали                                                                                              | 0:07  |
| 30      | Гробовщик               | -         | ПОБЕДИТЕЛЬ                                                                                                | 13:15 |

## Остальные
| Комментаторы - Майкл Коул — SmackDown! / Королевская битва - Джон «Брэдшоу» Лэйфилд — SmackDown! / Королевская битва - Джерри «Король» Лоулер — RAW / Королевская битва - Джим Росс — RAW - Джои Стайлз — ECW - Тэзз — ECW Испанские комментаторы - Карлос Кабрера - Хьюго Савинович Судьи - Майк Киода — RAW - Джек Доан — RAW - Крис Кай — SmackDown! - Джим Кордерас — SmackDown! - Ник Патрик — SmackDown! - Чарльз Робинсон — SmackDown! - Скотт Армстронг — ECW - Микки Хенсон — ECW | Интервьеры - Тодд Гришам Так же - Тони Чимел — Аннонсер SmackDown! - Лилиан Гарсия — Аннонсер RAW - Теодор Лонг — Генеральный менеджер SmackDown! - Джонатан Коачмэн — Исполняющий Помощник RAW |